# Гелиотропин
Гелиотропи́н (пиперона́ль, 3,4-метилендиоксибензальдеги́д) — ароматический альдегид C8H6O3. В чистом виде представляет собой бесцветные кристаллы с запахом гелиотропа — промежуточным между запахами ванили и корицы.
Кристаллы плохо растворимы в воде, лучше — в органических растворителях. Легко перегоняется с водяным паром.
Используется для изготовления косметических и парфюмерных средств.

## Получение
Может быть получен как из растительного сырья (ваниль, гелиотроп, сирень), так и синтетическим способом из сафрола.
Интересен способ получения окислением пипериновой кислоты, которую в свою очередь получают щелочным гидролизом  пиперина, содержащегося в черном перце.
Основной метод получения — щелочная изомеризация сафрола, а затем окисление образовавшегося изосафрола озоном или хромовой смесью (например, бихроматом натрия).
Также существуют методы получения гелиотропина из пирокатехина. Пирокатехин взаимодействует с глиоксиловой кислотой, образуется 3,4-диоксибензальдегид, который затем превращается в гелиотропин.
По другому методу, пирокатехин превращается в 1,2-метилендиоксибензол, который далее реагирует с глиоксиловой кислотой, получая гелиотропин.

## Правовой статус
В России пиперональ входит в Таблицу II Списка IV Перечня наркотических средств, психотропных веществ и их прекурсоров, подлежащих контролю в Российской Федерации как один из прекурсоров, оборот которых в Российской Федерации ограничен и в отношении которых устанавливаются общие меры контроля (оборот в концентрации 15 % и более запрещён). Это связано с тем, что пиперональ может быть использован для синтеза 3,4-метилендиокси производных амфетамина (в частности МДА).